# Thelypteris bibrachiata
Thelypteris bibrachiata är en kärrbräkenväxtart som först beskrevs av Jenm., och fick sitt nu gällande namn av George Richardson Proctor. Thelypteris bibrachiata ingår i släktet Thelypteris och familjen Thelypteridaceae. Inga underarter finns listade.